# Natopolynoe kensmithi
Natopolynoe kensmithi är en ringmaskart som beskrevs av Pettibone 1985. Natopolynoe kensmithi ingår i släktet Natopolynoe och familjen Polynoidae. Inga underarter finns listade i Catalogue of Life.